# Belcourt, North Dakota
Belcourt är en ort i Rolette County i delstaten North Dakota, USA.